# Nécropole mégalithique du plateau de Castro Laboreiro
La nécropole mégalithique du plateau de Castro Laboreiro est un grand site mégalithique situé dans la freguesia de Castro Laboreiro et Lamas de Mouro, sur le territoire de la municipalité de Melgaço (district de Viana do Castelo, Portugal),. Avec plus de 60 monuments funéraires mégalithiques, cette zone est considérée comme la plus grande nécropole de cette période dans la péninsule ibérique et la plus septentrionale du Portugal.
Le mot anta est l'équivalent portugais d'« ante » (pilier terminal d'un temple grec ou romain), mais il est aussi employé pour désigner les pierres d'un dolmen ou le dolmen lui-même. Environ 5 000 structures mégalithiques de ce type ont été construites au Néolithique dans l'ouest de la péninsule Ibérique par les successeurs de la culture de la céramique cardiale ou Cardial.
Le mot mamoa (pt) est utilisé dans le nord-ouest de la péninsule ibérique pour désigner les tumulus funéraires caractéristiques du Néolithique.
Le site est classé Immeuble d'intérêt public (Catégorie SIP) depuis 2013.

## Localisation
Situé à proximité du Parc national de Peneda-Gerês, s'étendant sur plus de 50 km2 et à une altitude de plus de 1 100 m, il est possible de trouver environ 90 monuments mégalithiques, dont 36 se trouvent déjà sur le territoire galicien, c'est la plus grande concentration de monuments mégalithiques de la péninsule ibérique et l'une des plus grandes d'Europe. Environ 25 % de ces monuments sont isolés sur le plateau, dominant le paysage naturel et friche, et le reste est regroupé, à proximité de ruisseaux ou d'affluents de la rivière Laboreiro. La plupart des tumulus, alignements, dolmens, construits en granite, remontent au Ve et IVe millénaire av. J.-C., avec au moins un tumulus à Alto da Portela do Pau, le Dolmen de Penagache, qui remonte à cette période, ayant été érigé au IIIe millénaire av. J.-C. Dans certains monuments funéraires sont encore conservées des peintures et des gravures rupestres qui appartiennent à la période du début de l'âge du bronze.

## Description
En 1978, la première étude archéologique a été réalisée sur le site par l'Unité d'Archéologie de l'Université du Minho. Plus tard, au cours des années 1990, plusieurs interventions ont été menées par le Parc National de Peneda-Gerês et la Société Portugaise d'Anthropologie et d'Ethnologie, notamment dans la région d'Alto da Portela do Pau en 1992 et 1994.
Afin de valoriser le patrimoine culturel et historique de la région du Minho, à travers de nouveaux aménagements et infrastructures pour soutenir le tourisme rural, nature, sportif et de loisirs, le Sentier Mégalithique du Plateau de Castro Laboreiro a été créé, avec un parcours de 13 km. 

## Quelques monuments mégalithiques
- Alto da Mansão do Guerreiro : Le site est composé de 9 tumulus, tous en bon état et bien visibles dans le paysage naturel en raison de leur grandeur.

- Alto do Buscal : De plus petite taille, les nombreux monuments mégalithiques sont répartis et cachés sur tout le territoire. En raison de l'érosion naturelle et de la présence humaine, qui n'a pas respecté ni valorisé les bâtiments ancestraux à une époque où l'importance de ces monuments n'était pas connue de tous, de nombreuses tombes sont endommagées ou brisées.

- Lamas do Rego : Les six tertres sont situés près du sentier forestier. Bien conservés, les Mamoa 1 et 2 de ce groupe mesurent environ 18 m de diamètre.

- Alto da Portela do Pau : C'est le seul site qui a été  étudié en profondeur par plusieurs équipes d'archéologues. Les monuments les plus remarquables de cet endroit sont Mota Grande, qui est le plus grand tumulus du plateau, le Menhir do Alto da Portela do Pau, qui est répertorié sur le territoire galicien, le Mamoa 2 da Portela do Pau [6], sans dalle de couverture mais densément décoré de motifs qui couvrent presque toute la surface intérieure utile des supports, et le Mamoa 5, qui a été mis au jour par des équipes d'archéologues et qui présente également des gravures rupestres, essentiellement avec des motifs géométriques, et il est encore possible de voir sa chambre simple et ouverte avec un plan polygonal mesurant 2,35 × 2,40 m.